# Niederholzhausen
Niederholzhausen is een plaats in de Duitse gemeente Eckartsberga, deelstaat Saksen-Anhalt, en telt 114 inwoners (2003).